# Side (Lacònia)
|  | Pel que fa a la ciutat de Pamfília, vegeu Side |

Side (en grec antic Σίδη) era una antiga ciutat de la costa oriental de Lacònia una mica al nord del promontori de Malea.
Es diu que ja existia abans de la invasió dels doris i que el seu nom provenia d'una de les Danaides, les filles de Dànau. Més tard, els doris van portar als habitants de Side a la veïna ciutat de Boees. En parlen Escílax de Carianda, Pausànias i Quint Curci Ruf.